# مارول اکپیتتا
مارول اکپیتتا (انگلیسی: Marvel Ekpiteta؛ زادهٔ ۲۶ اوت ۱۹۹۵) بازیکن فوتبال اهل بریتانیا است.
از باشگاه‌هایی که در آن بازی کرده‌است می‌توان به باشگاه فوتبال ویلدستون اشاره کرد.